# Fakafifine
Fakafifine son personas de Niue que nacieron asignados como hombres al nacer pero que tienen una expresión de género femenino. En Niue esto se entiende como un tercer género, culturalmente específico del país.

## Etimología
El término proviene del niuano y se compone del prefijo faka- (a la manera de) y el sufijo -fifine (mujer) y se define en el Niue Language Dictionary como "comportarse como una mujer" o "ser afeminado". Un término relacionado es fakataane que significa "comportarse como un hombre".
Fakafifine se incluye en el acrónimo MVPFAFF (māhū, vakasalewalewa, palopa, fa'afafine, akava'ine, fakaleitī o leiti, y fakafifine), acuñado por Phylesha Brown-Acton, para "mejorar la conciencia de diversidad de género de los pueblos del Pacífico además de ser un término LGBTQI".

## Fakafifine destacadas
- Phylesha Brown-Acton (n. 1976), activista de derechos humanos.[6]